# Fern Persons
Fern Persons (* 27. Juli 1910 in Chicago als Fern Ball; † 22. Juli 2012 in Littleton, Colorado) war eine amerikanische Schauspielerin.

## Leben
Fern Persons war von 1935 bis zu seinem Tod 1971 mit Max Persons verheiratet.

## Schaffen

### Filme
- 1950: The Golden Gloves Story
- 1967: Man of Steel
- 1981: Der Millionen-Dollar-Junge
- 1981: Chicago Story
- 1981: Hudson Taylor
- 1983: Class – Vom Klassenzimmer zur Klassefrau
- 1983: Lockere Geschäfte
- 1984: Hard Knox
- 1984: Speedway Trio
- 1986: Freiwurf
- 1989: Feld der Träume
- 1992: Bad Fellows
- 1992: Bodyswitch – Verhexte Küsse
- 2001: The Secret
- 2004: Boricua

### Serien
- 1956: Adventure in Dairyland
- 1957: Cavalcade of America
- 1984: American Playhouse
- 1987: Jack and Mike
- 1987: Sable
- 1993: Missing Persons
- 1997–1999: Allein gegen die Zukunft